# Барон Садли

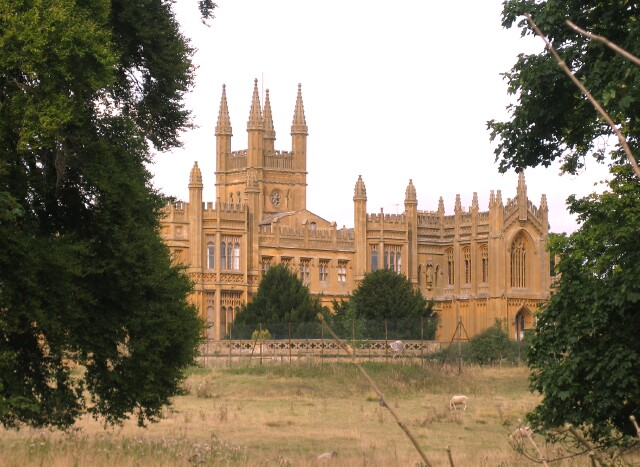
Тоддингтон Манор, бывшая резиденция баронов Садли

Барон Садли — аристократический титул, созданный три раза в британской истории (1299 год и 1441 годы — пэрство Англии, 1838 год — пэрство Соединённого королевства).

## История

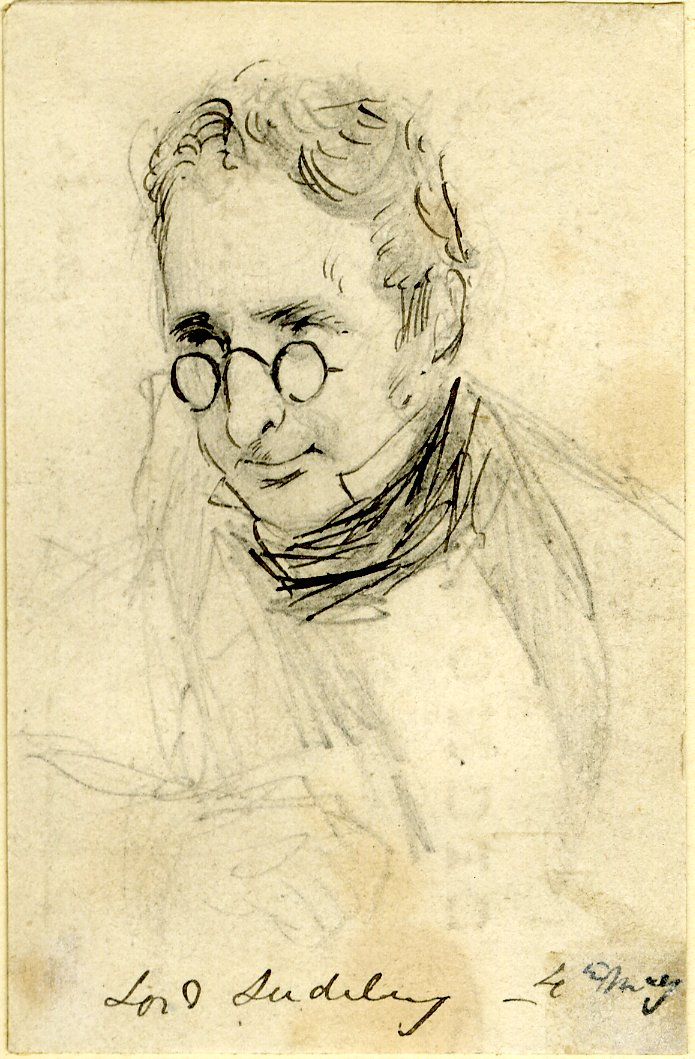
Чарльз Хэнбери-Трейси, 1-й барон Садли (1778—1858)

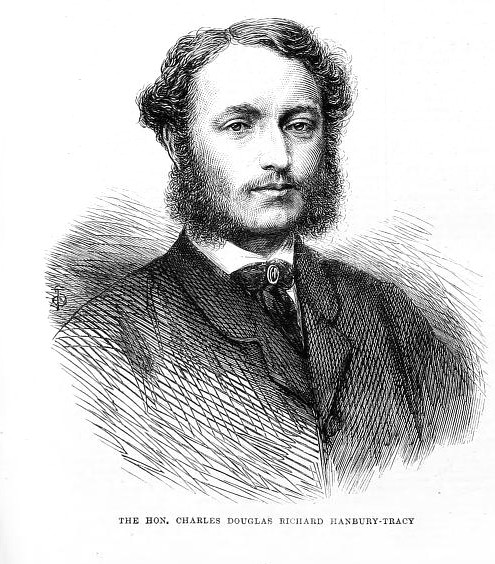
Чарльз Хэнбери-Трейси, 4-й барон Садли (1840—1922)

Впервые титул был создан в системе Пэрства Англии 29 декабря 1299 года, когда Джон де Садли (ок. 1257—1336) был вызван в парламент в качестве лорда Садли. После смерти 3-го барона в 1367 году титул оказался в бездействии. В 1380 году баронский титул получил Томас Ботелер, 4-й барон Садли (1355—1398), внук по материнской линии Джона де Садли, 2-го барона Садли.
10 сентября 1441 года Ральф Ботелер, 6-й барон Садли (ок. 1394—1473), младший сын Томаса Ботелера, 4-го барона Садли из Садли Касла, получил жалованную грамоту на баронский титул. Он занимал должность лорда-казначея Англии в 1444—1447 годах. После его смерти в 1473 году баронский титул креации 1441 года угас, а баронский титул креации 1295 года в очередной раз попал в бездействие.
В третий раз баронский титул в системе Пэрства Соединённого королевства был создан 12 июля 1838 года для Чарльза Хэнбери-Трейси (1778—1858), который стал бароном Садли из Тоддингтона в графстве Глостершир. Он ранее представлял Тьюксбери в Палате общин от партии вигов (1807—1812, 1832—1837) и служил в качестве лорда-лейтенанта Монтгомеришира (1848—1858). Он был также был председателем Королевской комиссии по обсуждению новых палат парламента. Он женился на своей кузине, достопочтенной Генриетте Сусанне, дочери и наследнице Генри Ли Трейси, 8-го и последнего виконта Трейси, благодаря браку с которой приобрел поместье Тоддингтон Манор в Глостершире. За пять дней до брака Чарльз Хэнбери принял дополнительную фамилию «Трейси».
Его преемником стал его сын, Томас Чарльз Хэнбери-Трейси, 2-й барон Садли (1801—1863). Он представлял Уоллингфорд в Палате общин (1831—1832) и служил в качестве лорда-лейтенанта Монтгомеришира (1858—1863). В 1806 году лорд Садли получил королевское разрешение на фамилию «Ли». Тем не менее, в 1839 году он прекратил использование этой фамилии и возобновил фамилию «Хэнбери-Трейси». После его смерти титул перешел к его сыну, Садли Чарльзу Джорджу Хэнбери-Трейси, 3-му барону Садли (1837—1877). Он также был лордом-лейтенантом Монтгомеришира (1863—1877). Его преемником стал его младший брат, Чарльз Дуглас Фредерик Хэнбери-Трейси, 4-й барон Садли (1840—1912). Либеральный политик, он заседал в Палате общин от Монтгомери (1863—1877) и занимал должность капитана почётного корпуса джентльменов в правительстве Уильяма Гладстона (1886), однако, позже у него начались финансовые трудности, которые привели к продаже семейного имения Тоддингтон Манор.
По состоянию на 2024 год носителем титула является Николас Эдвард Джон Хэнбери-Трейси, 8-й барон Садли троюродный брат Мерлина Чарльза Хэнбери-Трейси, 7-го барона Садли (1939—2022), который сменил своего троюродного брата в 2022 году.
Достопочтенный Фредерик Хэнбери-Трейси (1848—1906), младший сын второго барона, был членом парламента от Монтгомери (1877—1885, 1886—1892).

## Бароны Садли первой и второй креации (1299 и 1441)
- 1295—1336: Джон де Садли, 1-й барон Садли (ок. 1257 — 18 апреля 1336), сын Бартоломью де Садли (ум. 1280)[1];
- 1336—1340: Джон де Садли, 2-й барон Садли (ум. 1340), сын Бартоломью де Садли, внук предыдущего[2];
- 1340—1367: Джон де Садли, 3-й барон Садли (ок. 1337 — 11 августа 1367), сын предыдущего[3];
- 1380—1398: Томас ле Ботелер, 4-й барон Садли (1355 — 21 сентября 1398), сын Уильяма ле Ботелера, 2-го барона Ботелера из Уэма (1298—1361), и Джоан де Садли, дочери Джона де Садли, 2-го барона де Садли[4];
- 1398—1417: Джон ле Ботелер, 5-й барон Садли (ум. 20 декабря 1417), второй сын предыдущего[5];
- 1417—1473: Ральф ле Ботелер, 6-й барон Садли (ум. 2 мая 1473), младший брат предыдущего, 1-й барон Садли с 1441 года[6].

## Бароны Садли, третья креация (1838)
- 1838—1858: Чарльз Хэнбери-Трейси, 1-й барон Садли[англ.] (28 декабря 1778 — 10 февраля 1858), третий сын Джона Хэнбери (1744—1784)[7];
- 1858—1863: Томас Чарльз Хэнбери-Tрейси, 2-й барон Садли[англ.] (5 февраля 1801 — 19 февраля 1863), старший сын предыдущего[8];
- 1863—1877: Садли Чарльз Джордж Хэнбери-Трейси, 3-й барон Садли[англ.] (9 апреля 1837 — 28 апреля 1877), старший сын предыдущего[9];
- 1877—1922: Чарльз Дуглас Ричард Хэнбери-Tрейси, 4-й барон Садли[англ.] (3 июля 1840 — 9 декабря 1922), третий сын 2-го барона Сюадли, младший брат предыдущего[10];
- 1922—1932: Уильям Чарльз Фредерик Хэнбери-Трейси, 5-й барон Садли (19 апреля 1870 — 5 сентября 1932), старший сын предыдущего[11];
- 1932—1941: Ричард Элджернон Фредерик Хэнбери-Трейси, 6-й барон Садли (20 апреля 1911 — 26 августа 1941), единственный сын майора достопочтенного Элджернона Генри Чарльза Хэнбери-Трейси (1871—1915), племянник предыдущего[12];
- 1941—2022: Мерлин Чарльз Сейнтхилл Хэнбери-Трейси, 7-й барон Садли (17 июня 1939 — 5 сентября 2022), единственный сын Майкла Дэвида Чарльза Хэнбери-Трейси (1909—1940), внук достопочтенного Феликса Чарльза Хуберта Хэнбери-Трейси (1882—1914), младшего сына 4-го барона Садли[13];
- 2022 — настоящее время: Николас Эдвард Джон Хэнбери-Трейси, 8-й барон Садли (род. 13 января 1959), единственный сын Десмонда Эндрю Джона Хэнбери-Трейси (1928—2013) от первого брака, троюродный брат предыдущего. Он является потомком достопочтенного Фредерика Стивена Арчибальда Хэнбери-Трейси (1848—1906), пятого сына второго барона[14].